# Terrassengebäude Bad Gleichenberg

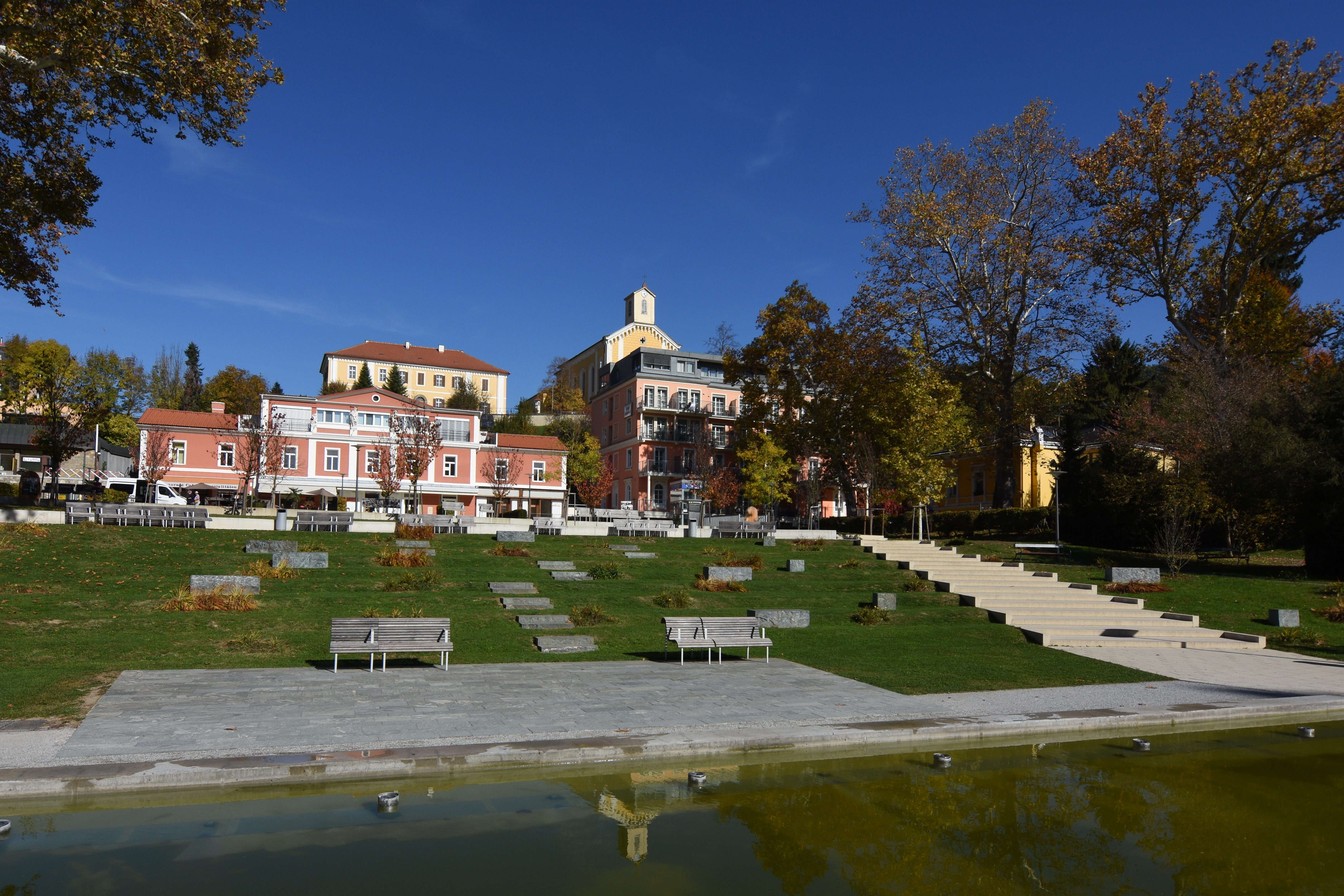
Terrassengebäude am Hauptplatz

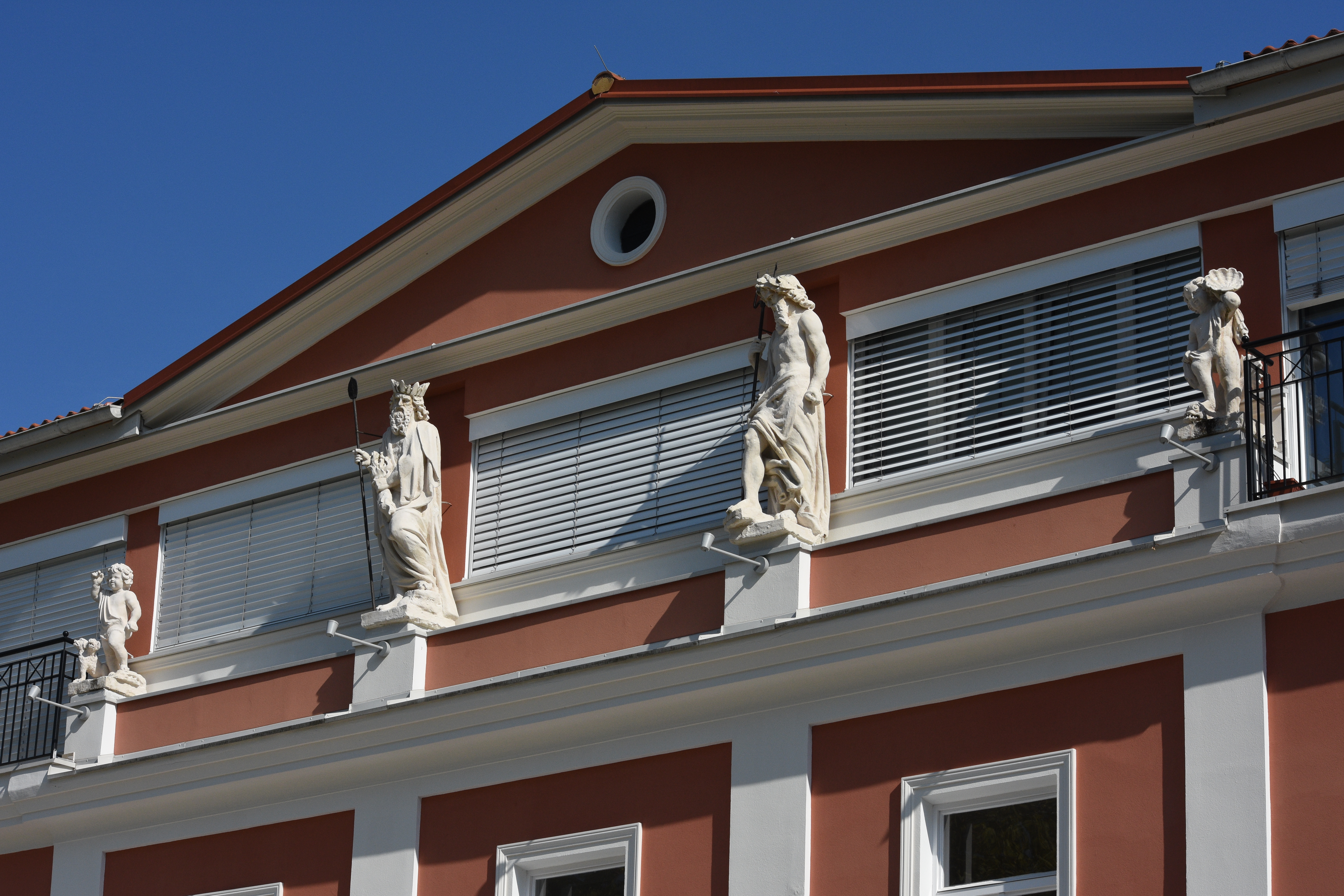
Detailansicht

Das Terrassengebäude steht auf der Oberen Brunnengasse 3 am Hauptplatz in der Gemeinde Bad Gleichenberg in der Steiermark. Vier barocke Steinfiguren, zwei antike Götter und zwei Putti, an der Hauptfassade stehen seit 2018 unter Denkmalschutz (Listeneintrag).

## Geschichte
Das Terrassengebäude oder Vereins-Terrasse, 1839 vom Gleichenberger Aktienverein erbaut, wurde von Johann Nepomuk Passini einfach mit Terrasse in Gleichenberg benannt. Es stand unterhalb vom Franziskaner-Hospiz und der Kirche neben dem Grazerhaus und gegenüber dem ehemaligen großen zentral gelegenen Vereinshaus.
Das Gebäude hatte einen langen breiten Lesesaal mit diversen Zeitungen, ein Musikzimmer mit Klavier und ein Billardzimmer und diente der geselligen Unterhaltung der Kurgäste. Das aus Holz errichtete Terrassengebäude brannte 1870 ab.
Das wiederaufgebaute massiv errichtete Terrassengebäude beherbergte bis 2009 eine Apotheke, für kurze Zeit das Postamt und das Gemeindeamt, einen Bäckerladen, ein Kaffeehaus, und seit dem Ersten Weltkrieg ebenerdig verschiedene Geschäfte.
Die ehemalige Terrasse bzw. Obere Brunnengasse ist heute als verkehrsberuhigter Hauptplatz erhalten, wo jeden Freitag nachmittags ein Markt abgehalten wird. Der Hauptplatz geht in eine abfallende begrünte Arena mit einem folgenden Springbrunnen über.

## Architektur
Das längliche Gebäude an einem Hang und am heutigen Hauptplatz verläuft über die gesamte Länge zweigeschoßig, das Erdgeschoß ist in Geschäftszonen aufgeteilt, der 1. Stock ist mit neun kleineren Fenstern gleichmäßig gegliedert. Mittig hat das Gebäude einen 2. Stock, mit starken Glasfronten, und wieder mittig mit einem aufgesetzten Dreieckgiebel. Unter dem Dreieckgiebel trägt die Hauptfassade auf Konsolen vier barocke Steinfiguren.